# 文化里 (新北市板橋區)
25°01′41″N 121°28′05″E / 25.0280982°N 121.4681133°E
文化里為台灣新北市板橋區轄下之一里，面積約0.1257平方公里。文化里位處板橋區東部，屬於江子翠地區，1994年由聯翠里分出而成立，里內多半屬於1970年代發展的公寓社區。